# Mikael Dorsin
Mikael Frank Dorsin (Lidingö, 6 de octubre de 1981) es un exfutbolista sueco que jugaba de defensa.

## Biografía
Dorsin, que habitualmente juega de lateral izquierdo, empezó su carrera profesional en el Djurgårdens IF Fotboll en 1998. En su primera temporada casi no disfruta de oportunidades (solo disputa un partido) y el equipo decide cederlo al Spårvägens FF unos meses. A su regreso empezó a jugar con más regularidad. En 2002 su equipo realizó una gran temporada y consigue un doblete (Liga y Copa). Al año siguiente repitió título de Liga.
En 2003 se marchó a jugar un año a Francia con el Racing Estrasburgo. En esa temporada su equipo quedó decimotercero de la Ligue 1.
Después recaló en el Rosenborg Ballklub noruego. Con este equipo ganó una Liga de Noruega en 2006.
Tras un año en Rumanía, en las filas del CFR Cluj, donde ganó liga y copa, volvió al Rosenborg en 2008.
Después de una etapa de ocho años, donde ganó varios títulos ligueros, en mayo de 2016 dejó el equipo noruego y anunció su retirada.

## Selección nacional
Fue internacional con la selección de fútbol de Suecia en 16 ocasiones. Su debut como internacional se produjo el 31 de enero de 2001 contra Islas Feroe.
Fue convocado para participar en la Eurocopa de Austria y Suiza de 2008, aunque finalmente no disputó ningún encuentro en ese torneo.

## Clubes
| Club                   | País    | Año       |
| ---------------------- | ------- | --------- |
| Djurgårdens IF         | Suecia  | 1998-2003 |
| Spårvägens FF (cedido) | Suecia  | 1999      |
| Racing Estrasburgo     | Francia | 2003-2004 |
| Rosenborg Ballklub     | Noruega | 2004-2007 |
| CFR Cluj               | Rumania | 2008      |
| Rosenborg Ballklub     | Noruega | 2008-2016 |

## Títulos
- 2 Liga de Suecia (Djurgårdens IF: 2002 y 2003)
- 1 Copa de Suecia (Djurgårdens IF: 2002)
- 5 Liga de Noruega (Rosenborg Ballklub: 2004, 2006, 2009, 2010 y 2015)
- 1 Liga de Rumania (CFR Cluj: 2008)
- 1 Copa de Rumania (CFR Cluj: 2008)